# Hjalmar Peter Johansen
Hjalmar Peter Martin Johansen, född 1 november 1892, död 9 december 1979, var en dansk gymnast.
Johansen tävlade för Danmark vid olympiska sommarspelen 1912 i Stockholm, där han var med och tog brons i lagtävlingen i fritt system. 